# شيخة مضلعة
الشيخة المضلعة (باللاتينية: Senecio angulatus) نوع نباتي يتبع جنس الشيخة من الفصيلة النجمية.

## الوصف
هذا النبات متسلق يصل طوله إلى 6 أمتار .تزهر من أواخر الخريف إلى الشتاء.

## الموئل والانتشار
موطن هذا النبات الأصلي في جنوب أفريقيا. أدخل إلى جنوب أوروبا والوطن العربي وأستراليا وأصبح نوعا مجتاحا في أستراليا ونيوزيلندا.

## معرض صور

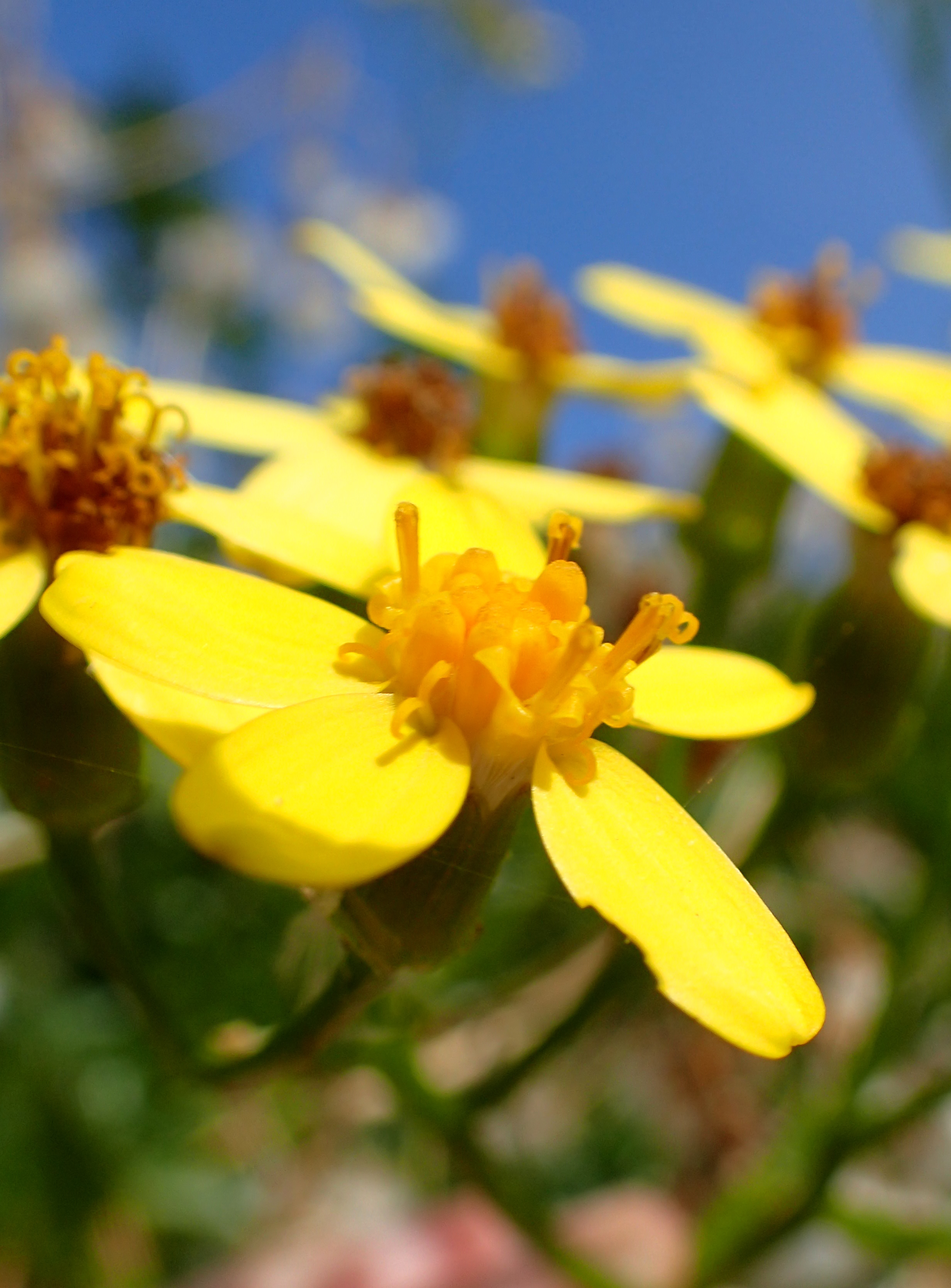
زهور
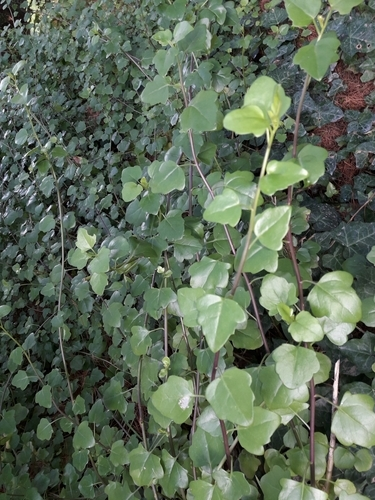
تسلق النبات
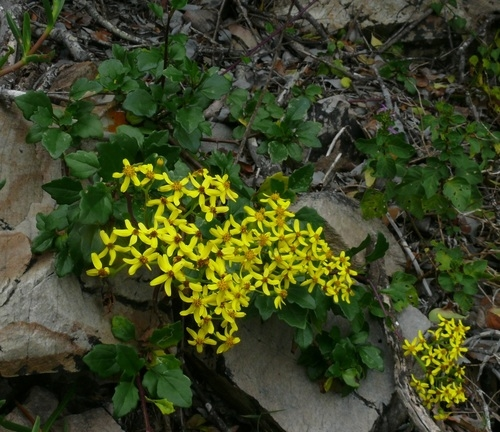
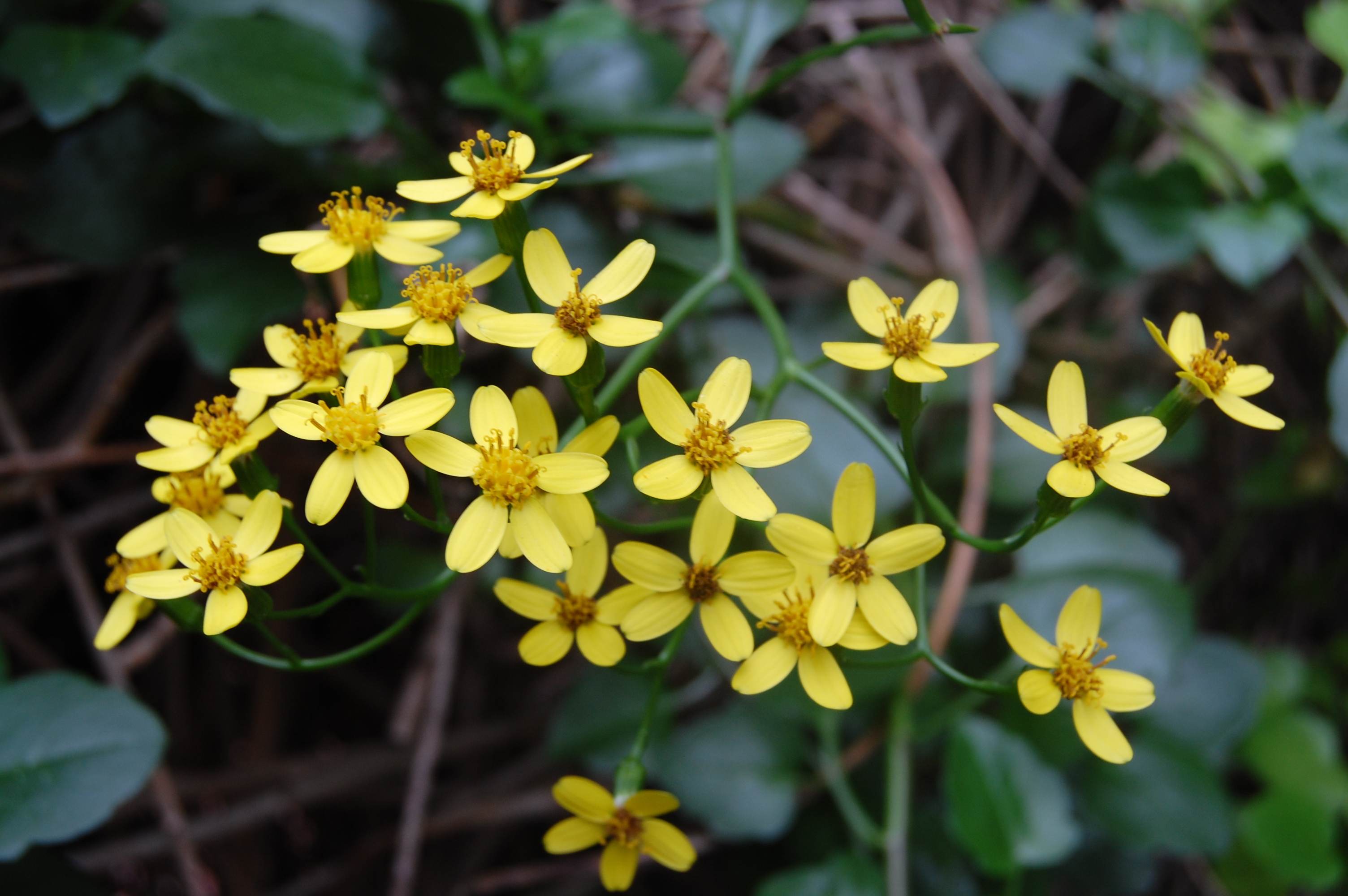
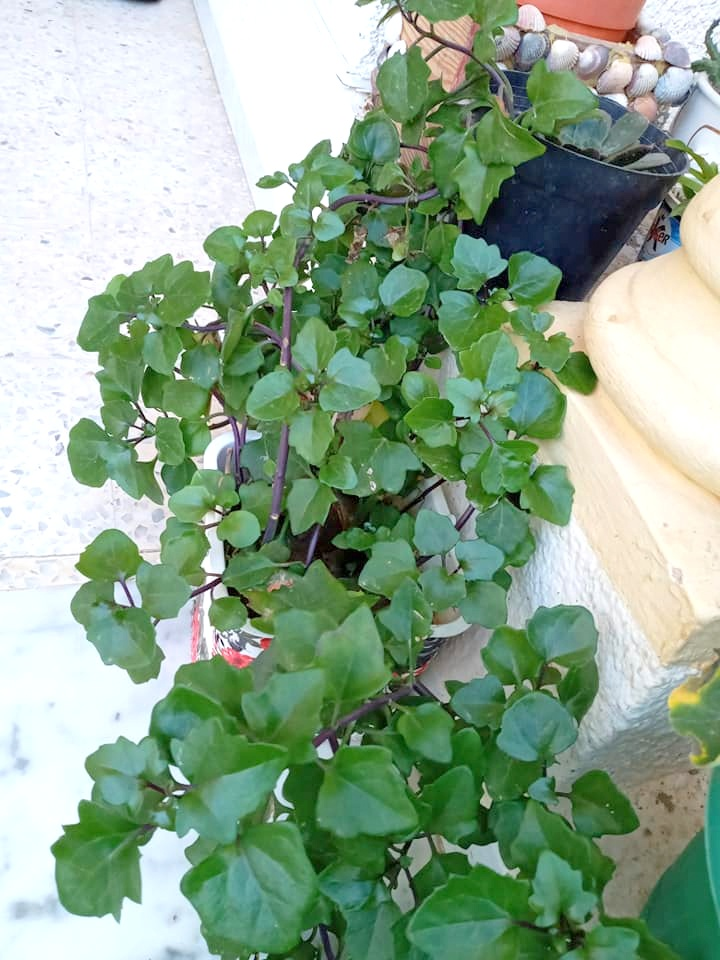
نباتات الزينة